# ルオン・クオン
ルオン・クオン（梁 強、ベトナム語：Lương Cường / 梁強, 1957年8月15日 - ）は、ベトナムの政治家、元軍人。国家主席（2024年10月21日就任）。
2024年5月16日から10月25日まで、ベトナム共産党中央執行委員会書記局常務を務めた。同年6月3日まで、ベトナム人民軍政治総局長を務めた。

## 経歴
1957年8月15日にベトナム民主共和国、フート省、ヴィエットチーにて誕生する。1975年にベトナム人民軍に入隊し、2008年にベトナム人民軍中将に昇格。2011年1月19日にベトナム共産党に入党。2011年より党中央執行委員会委員、2021年より政治局員を務めているほか、ベトナム人民軍においては軍政治総局副局長を、2016年からは軍政治総局長を務め、2019年に陸軍大将に昇進した。
2024年5月16日、書記局常務（ベトナムの政治体制において5番目に高い地位）を務めていたチュオン・ティ・マイの辞任に伴い、後任の書記局常務に任命された。
2024年8月から書記長と国家主席を兼任したトー・ラムは書記長の職務に専念するため、国家主席職を辞任。10月21日、第15期国会第8回会議において、クオンは国会に出席した議員440人全員（総議員数の91.67%）の賛成票をベトナム社会主義共和国主席に選出される。クオンはトー・ラムの後任の国家主席として、就任宣誓を行った。
翌22日に国家主席の権限委譲式が行われ、国家機密の伝達や政策継続、政府機関の調整などをラムから託された。
同年11月16日、APEC首脳会議への出席がクオンにとって、国家主席就任後初の外遊となる。首脳会議に同席していた日本の石破茂内閣総理大臣と安全保障上の協力及び経済支援に関する会談を行った。